# Bobota
Bobota  (en serbio: Бобота) es una localidad de Croacia en el ejido del municipio de Trpinja, condado de Vukovar-Sirmia.

## Geografía
Se encuentra a una altitud de 85 m s. n. m. a 291 km de la capital nacional, Zagreb.

## Demografía
En el censo 2011 el total de población de la localidad fue de 1491 habitantes.
| Gráfica de población de Bobota 1857-2011                            |
|                                                                     |
| Según los censos de población de la oficina estadística de Croacia. |

## Historia
Bobota es un pueblo que existe desde la Edad Media, hay referencia que datan de 1296 cuando era propiedad de una familia noble. Varias tribus húngaras se desplazaron aquí alrededor de 1366. Se nota que la mayor población llegó durante las grandes migraciones serbias cuando el pueblo tenía 30 casas.
En el año 1687 las familias fueron desplazadas obligatoriamente , por lo que el pueblo fue abandonado hasta 1697. Luego se talaron varios árboles para chozas, un total de 14.
En 1785 se abrió la escuela , Lazar Stojanovic (participante de la Lucha de Liberación Nacional y héroe Nacional de Yugoslavia).
Durante la Primera Guerra Mundial estaba bajo el Imperio austrohúngaro.
Durante la Segunda Guerra Mundial hubo un levantamiento contra los nazis, donde resultaron un total de 799 personas asesinadas.

## Toponimia
Los pueblos del poblado de Trpinja como Bobota y Vera comparten leyendas comunes acerca de sus nombres.Según la leyenda de los antepasados de los actuales habitantes que se asentaron en esta región proceden de las Grandes Migraciones serbias (que se refiere principalmente a dos grandes migraciones de serbios del Imperio Otomano a la monarquía de los Habsburgo en 1690 y 1737/39), ellos huían del Imperio otomano para preservar su fe. Por lo tanto, se formó una frase local que dice Bobe sufrir por la fe o en serbio Bobe trpiše za veru. De Bobe se creó Bobota que significa sufrir (serbio: trpiti) y de veru se creó vera que significa fe.

## Canal
El Canal Bobota (croata: Bobotski kanal) es un canal en Croacia. El canal es de suma importancia dentro del sistema de riego y protección contra las inundaciones de asentamientos en los alrededores y por ello está clasificado en los canales de la primera categoría en Croacia. En 2003 el Banco Mundial financió las obras complementarias en el canal. Cada año se enriquece con cerca de 1.500 kg de alta pescado de calidad. El canal corre unos 30 kilómetros de oeste a este.

## Iglesia
La iglesia de San Jorge (serbocroata: Crkva Svetog Đorđa, serbio cirílico: Црква светог Ђорђа) es una iglesia ortodoxa. La iglesia es famosa por las Iconostasios que fueron pintadas en 1778. Durante la guerra en Croacia, la administración las envió para su restauración en Voivodina, las cuales fueron devueltas a la iglesia después del final de la guerra.